# Maga maghella/Papà
Maga Maghella/Papà è il sesto singolo discografico di Raffaella Carrà, pubblicato nel 1971.

## Descrizione
Terzo singolo che anticipa di un mese l'album Raffaella Carrà, che ne contiene entrambi i brani. Raggiungerà la venticinquesima posizione nella classifica settimanale delle vendite di quell'anno.
Maga Maghella era l'infrasigla per introdurre lo spazio per i bambini nella trasmissione televisiva Canzonissima 1971, dove la soubrette animava il personaggio da lei stessa creato e dedicato ai più piccoli. Il video è disponibile sul DVD nel cofanetto Raffica Carrà del 2007.
La ditta Effe Bambole Franca dedicherà a Maga Maghella una bambola della sua apprezzata serie, con le sembianze di Raffaella. Tuttavia nel corso degli anni, Raffaella ha ammesso di odiare profondamente questo brano poiché secondo lei, era un tentativo ruffiano per attirare l'attenzione dei bambini. Ha poi aggiunto che i bambini, l'amavano per ciò che ha sempre cantato. Inoltre non ha mai proposto questo brano dal vivo non solo perché non lo amava, ma anche perché dal vivo non ce l'avrebbe fatta a cantarla.

## Tracce
Lato A
1. Maga Maghella[7] – 2:45 (testo: Castellano e Pipolo[8] – musica: Franco Pisano; edizioni musicali BMG Ricordi)

Lato B
1. Papà[9] – 3:44 (Gianni Boncompagni; edizioni musicali BMG Ricordi)

## Musicisti
- Franco Pisano - arrangiamento e orchestra in Maga Maghella
- Paolo Ormi - arrangiamento e orchestra in Papà

- 4+4 di Nora Orlandi - cori in Maga Maghella

## Accoglienza
| Classifica (1972) | Posizione raggiunta |
| ----------------- | ------------------- |
| Italia            | 25                  |